# Allium aaseae
Allium aaseae, vrsta višegodišnje biljke jednosupnice iz potporodice lukova (Allioideae), porodica Zvanikovke (Amaryllidaceae). Raste kao endem na visinama od 800 do 1.100 m. na jugozapadu američke države Idaho., gdje je nazivaju South Idaho onion.
Cvate od travnja do svibnja ljubičastim cvjetovima zvonastog oblika, i u Sjedinjenim Državama smatraju je jednom od najatraktivnijih vrsta divljih lukova.
Ime je dobila po američkom botaničaru Aaseu (1883-1980), a opisao ju je 1950. Francis Marion Ownbey. Vrsta je opisana u Research Studies of the State College of Washington 18(1): 38–39, f. 18. 1950.

## Sinonimi
Nema.